# روب ديكنسون
روب ديكنسون (بالإنجليزية: Rob Dickinson)‏ هو عازف قيثارة ومغني ومغن مؤلف بريطاني، ولد في 23 يوليو 1965 في نورفك في المملكة المتحدة.

## وصلات خارجية
- روب ديكنسون على موقع ميوزك برينز (الإنجليزية)
- روب ديكنسون على موقع أول ميوزيك (الإنجليزية)
- روب ديكنسون على موقع ديسكوغز (الإنجليزية)